# Thamnosma trifoliata
Thamnosma trifoliata är en vinruteväxtart som beskrevs av Ivan Murray Johnston. Thamnosma trifoliata ingår i släktet Thamnosma och familjen vinruteväxter. Inga underarter finns listade i Catalogue of Life.